# Васильков
Василько́в (укр. Василькíв) — город в Киевской области Украины. Входит в Обуховский район. До 2020 года был административным центром упразднённого Васильковского района и городом областного подчинения. Расположен на левом берегу реки Стугна, в 25 км к юго-западу от Киева.

## Население
В 1989 году численность населения составляла 40 277 человек, по данным Всеукраинской переписи 2001 года — 39,7 тысяч человек, на 1 января 2013 года — 36 672 человека.

### Языковой состав
Родной язык населения по данным переписи 2001 года:
| Язык       | Численность, чел. | Доля     |
| ---------- | ----------------- | -------- |
| Украинский | 34 339            | 87,29 %  |
| Русский    | 4 795             | 12,19 %  |
| Другое     | 206               | 0,52 %   |
| Итого      | 39 340            | 100,00 % |

Украинский язык является единственным официальным и основным языком города.
По данным Государственной службы статистики Украины в 2023/24 учебном году все 237 624 учащихся в учреждениях общего среднего образования в Киевской области обучались в украиноязычных классах.

## История

### X—XIII вв.
Поселение основано как крепость для защиты Киева с юга от набегов кочевников в 988 году по приказу киевского князя Владимира Великого. Первоначально город назывался Василёв, по христианскому имени князя Владимира — Василий.
И стал ставить города по Десне, и по Остру, и по Трубежу, и по Суле, и по Стугне. И стал набирать мужей лучших от словен, и от кривичей, и от чуди, и от вятичей, и ими населил города, так как была война с печенегами. И воевал с ними, и побеждал их.— Ипатьевская летопись
Впервые упомянут в Лаврентьевской летописи в 996 году, когда в битве под Василёвом печенеги одержали победу над русской дружиной. Со временем Василёв стал одним из центров Стугненской оборонительной линии.
Археологические раскопки подтверждают наличие крепости XI века. В 1960—1984 годах здесь проводили раскопки Б. А. Рыбаков, М. П. Кучера, Ю. Н. Малеев, Р. С. Орлов. Было установлено, что укрепления мысового городища и Васильковского детинца построены с использованием сырцовой кладки, заключённой в клети из дубовых колод на глиняно-земляной подсыпке толщиной до 3,4 м. В настоящее время оборонительные валы сохранились на высоту до 8 м, при ширине основания до 30 м. Окольный город достигал площади 160 га, с напольной стороны также был защищён валом и рвом.
В 1101 киевский князь Андрей передал посад Василёв Киево-Печерской лавре, но уже в 1157 году город перешёл под власть Василька Юрьевича, сына Юрия Долгорукого, стал центром удельного княжества и с этого времени крепость и поселение известны под названием Васильков.
В 1240 году Васильков был разрушен во время монголо-татарского нашествия.

### XIV—XVII вв.
В 1320 году город был завоёван Великим княжеством Литовским, в конце XIV — начале XV века он упомянут в летописном «Списке русских городов дальних и ближних», после Люблинской унии 1569 года — в составе Речи Посполитой. В это время город несколько раз подвергался набегам крымских татар.
В 1586 году заведовавший Киево-Печерской лаврой епископ Хребтович начал здесь строительство замка. Магдебургское право с 1586 года.

### 1654—1917
В 1654 году город перешёл под протекторат России в составе земель Войска Запорожского. В 1658 году царский воевода Юрий Барятинский разбил под Васильковом войско Константина Выговского, брата гетмана-изменника Ивана Выговского.

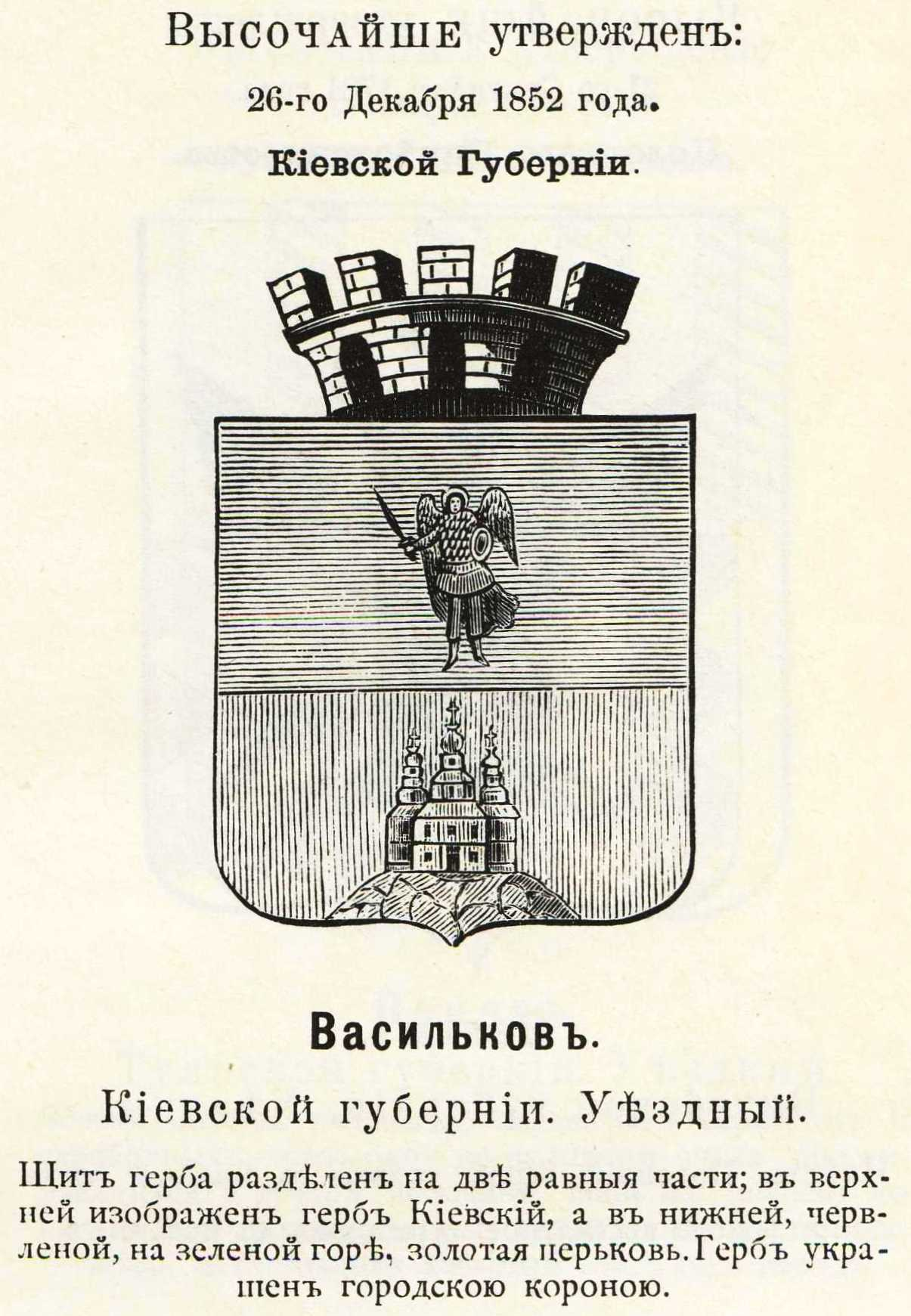
Герб города с официальным описанием 1852

В 1756—1759 гг. был построен собор Антония и Феодосия, в конце XVIII века — Никольская церковь (1792).
До 1785 года Васильков находился в собственности Киево-Печерского монастыря, в 1785—1796 годы был таможенным городом (находился у реки Стугна, на торговом тракте из Киева в Одессу), в 1796 году стал уездным городом Васильковского уезда Киевской губернии Российской империи.
В 1820-е годы город являлся одним из центров движения декабристов, здесь находилась Васильковская управа Южного общества. В ходе восстания декабристов в 1826 Васильков стал центром восстания Черниговского полка.
В 1889 году здесь проживали 17 794 человека. По вероисповеданию: православных 10 833, 27 раскольников, 22 католика и 6912 иудеев. По сословиям — 13 925 мещан, 3335 крестьян, 151 дворян, 36 человек духовенства, 90 купцов, почётных граждан 6. В городе работали 2 ярмарки, мыловаренный завод с производством на 3300 руб. в год, завод восковых свечей, с производством на 2000 руб., 4 кожевенных завода с производством на 38 000 руб. и 1 кирпичный завод с производством на 3000 руб.; 3 православных церкви, 1 синагога и 2 молитвенных еврейских дома, больница; мужское и женское двухклассные училища; несколько частных начальных школ, русских и еврейских.

### XX—XXI вв.
До февраля 1917 года в Российской империи, до 25 октября (7 ноября) 1917 года в Республике России. После октября 1917 года по городу прошли волны погромов, а затем советская власть забрала синагоги, перепрофилировав одну в Дом пионеров, две в школы, а в самой большой сделала вокзальный зал ожидания.
В январе 1918 года в городе была установлена Советская власть, однако в ходе гражданской войны Васильков был оккупирован австро-немецкими войсками.
В апреле-декабре 1918 года город в составе Киевской губернии Украинской державы.
После окончания боевых действий советско-польской войны в 1920 году в городе была восстановлена Советская власть.

### Вторая мировая война
В ходе Великой Отечественной войны 31 июля 1941 года город был оккупирован наступавшими немецкими войсками. В августе 1941 года на улицах города появились объявления: «Все евреи Василькова обязаны явиться на сборный пункт для переезда в Палестину!» За неисполнение приказа полагался расстрел. К утру прибыли грузовики, отвезшие евреев в Ковалевский овраг и овраг у Покровского кладбища, где их расстреляли. В следующем году опять были расстрелы. По воспоминаниям украинки, заслуженного педагога Елена Васильевна Панашенко: «Весной 1942 года немцы объявили, что все евреи должны собраться в центре города у крытого рынка (сейчас на этом месте Дом культуры). Собралось много евреев с детьми, моя знакомая несколько дней носила им еду. Потом приехали большие немецкие машины (грузовики), людей загнали в кузов, у заднего борта сели автоматчики. Машины проехали в Покровский овраг, на краю которого евреев и расстреляли. Тела убитых скатывались по склону на дно, а тех, кто не упал, фашисты сталкивали сапогами. Убедившись, что никого не осталось, фашисты бросали туда гранаты…»
6 ноября 1943 года в ходе Киевской операции освобождён советскими войсками 1-го Украинского фронта:
- 3-й гвардейской танковой армии в составе: 54-й гв. танковой бригады (генерал-майор т/в Лебедев, Виктор Григорьевич) 7-го гв. тк (генерал-майор т/в Сулейков, Кирилл Филиппович).
- 2-й воздушной армии в составе: части войск 4-й гв. штурмовой авиадивизии (генерал-майор авиации Байдуков, Георгий Филиппович) 5-го тяжёлого авиакорпуса (генерал-майор авиации Каманин, Николай Петрович), части войск 235-й истребительной авиадивизии (генерал-майор авиации Лакеев, Иван Алексеевич) 10-го истребительного авиакорпуса (генерал-майор авиации Головня, Михаил Михайлович).
- Васильковская подпольная партийно-комсомольская группа (Пархоменко Иосиф Иванович).

После освобождения, в феврале 1944 года, на местах расстрелов евреев были произведены раскопки, во время которых откопали 70 взрослых и 36 детей, и перезахоронили.
Приказом И. В. Сталина от 10 марта 1944 года № 051 соединения и части, отличившиеся в боях за освобождение Василькова, получили наименование «Васильковских»: 23-я гвардейская мотострелковая Васильковская бригада, 54-я гвардейская танковая Васильковская бригада, 55-я гвардейская танковая Васильковская бригада, 56-я гвардейская танковая Васильковская бригада.

### Послевоенное время
В соответствии с четвёртым пятилетним планом восстановления и развития народного хозяйства СССР Васильков был восстановлен, по состоянию на начало 1951 года здесь действовали майолико-керамический завод, завод сельхозмашин, завод по производству дубильных экстрактов, несколько предприятий лёгкой и пищевой промышленности, 3 средних школы, библиотека, 4 клуба, а также стадион.
В 1968 году численность населения составляла 24,7 тыс. человек, крупнейшими предприятиями являлись завод по производству холодильников, завод майоликовых изделий, два кожевенных завода, молочный завод и плодоконсервный завод.
В 1979 году здесь действовали завод по производству холодильников, два кожевенных завода, майоликовый завод, завод «Электробытприбор», комбикормовый завод, комбинат хлебопродуктов, пищевой комбинат, комбинат бытового обслуживания, райсельхозтехника, 13 общеобразовательных школ, спортивная школа, музыкальная школа, 4 больницы, Дом культуры, 3 клуба и 2 кинотеатра.
На северной окраине города (Западынка) ещё до Великой Отечественной войны был построен стационарный военный аэродром Васильков, с бетонной взлётно-посадочной полосой 1100×100 м (данные на 1941 год). На этом аэродроме в послевоенные годы (с 1950 по 1992 год) на постоянной основе размещался 146-й гвардейский истребительный авиационный полк ПВО (в/ч 23234), основной задачей которого было противовоздушное прикрытие Киева. На вооружении полка последовательно находились истребители: P-39 «Airacobra», МиГ-15, МиГ-19. Одна авиационная эскадрилья некоторое время летала на Як-25. С 1974 года и до расформирования полк был вооружён истребителями МиГ-25 вариантов П, ПД, ПДС. После провозглашения независимости Украины полк был расформирован, на его место был перебазирован 92-й истребительный авиаполк, впоследствии переименованный в 40-ю бригаду тактической авиации.

### В составе независимой Украины
Одним из событий Евромайдана стало блокирование жителями Василькова автобусов с бойцами спецподразделений милиции в декабре 2013 года. Жители создали живую цепь и заблокировали дорогу автомобилями, чтобы не выпустить автобусы, имеющие крымские номера и таблички с надписью «МВД».
В августе 2021 года на деньги Объединённой еврейской общины Украины был открыт мемориал памяти более двух тысяч евреев-жертв Холокоста. А уже 9-10 октября 2021 года его повредили, а также плита с именами украинских украинцам-праведникам народов мира была вырвана вандалом, которого впоследствии нашли.
В 2022 году в ходе вторжения России в Украину за город шли боевые действия.

## Образование
- 10 детсадов[24]
- 9 общеобразовательных школ, вечерняя школа, специализированная школа-интернат, учебно-воспитательное объединение, школа искусств
- Васильковский колледж Национального авиационного университета (до 2006 — Васильковский колледж Воздушных сил Украины)[25]
- ПТУ для детей-сирот, филиал ПТУ № 2
- Филиал университета «Украина»

## Экономика
- Комбинат хлебопродуктов

## Галерея

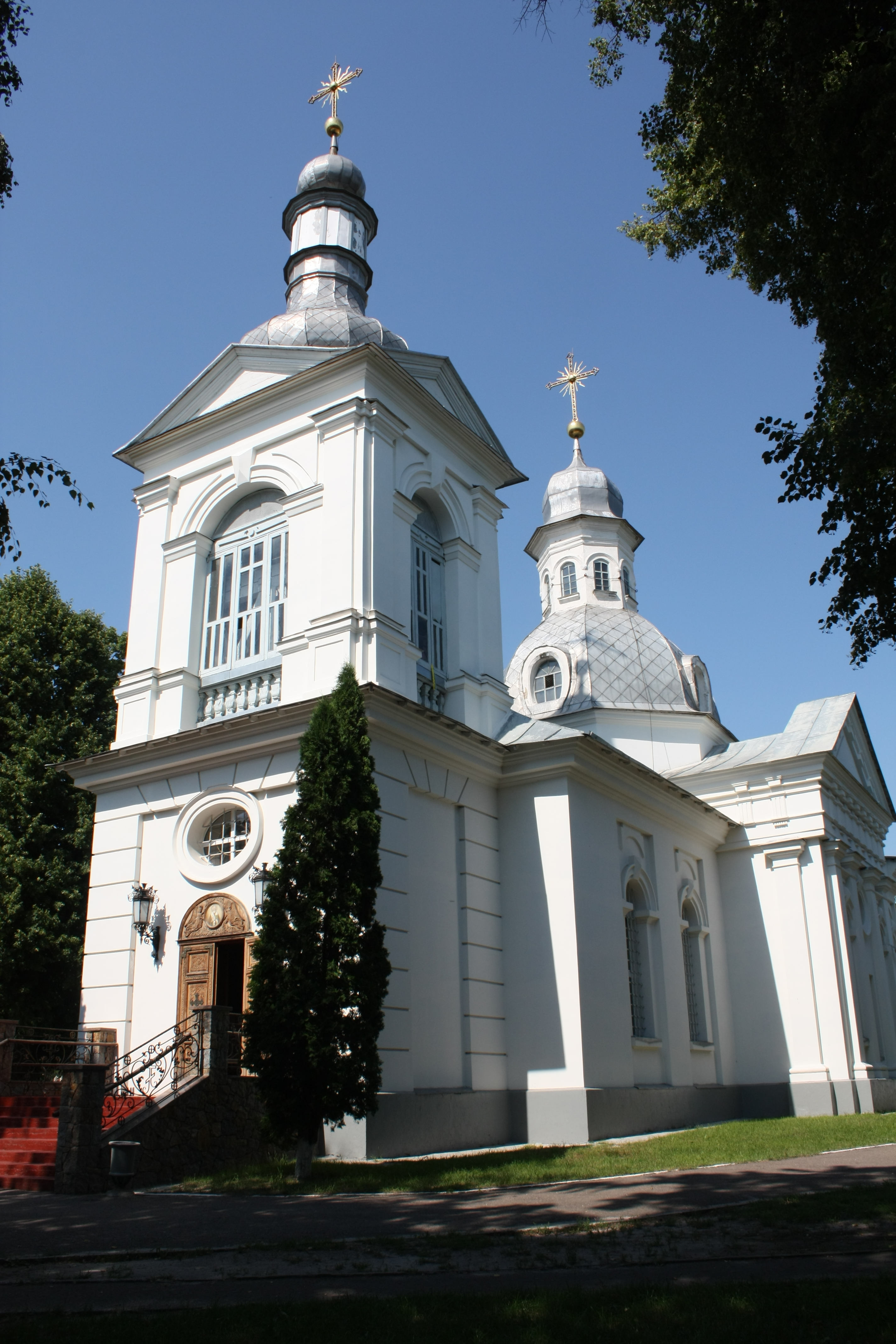
Никольская церковь
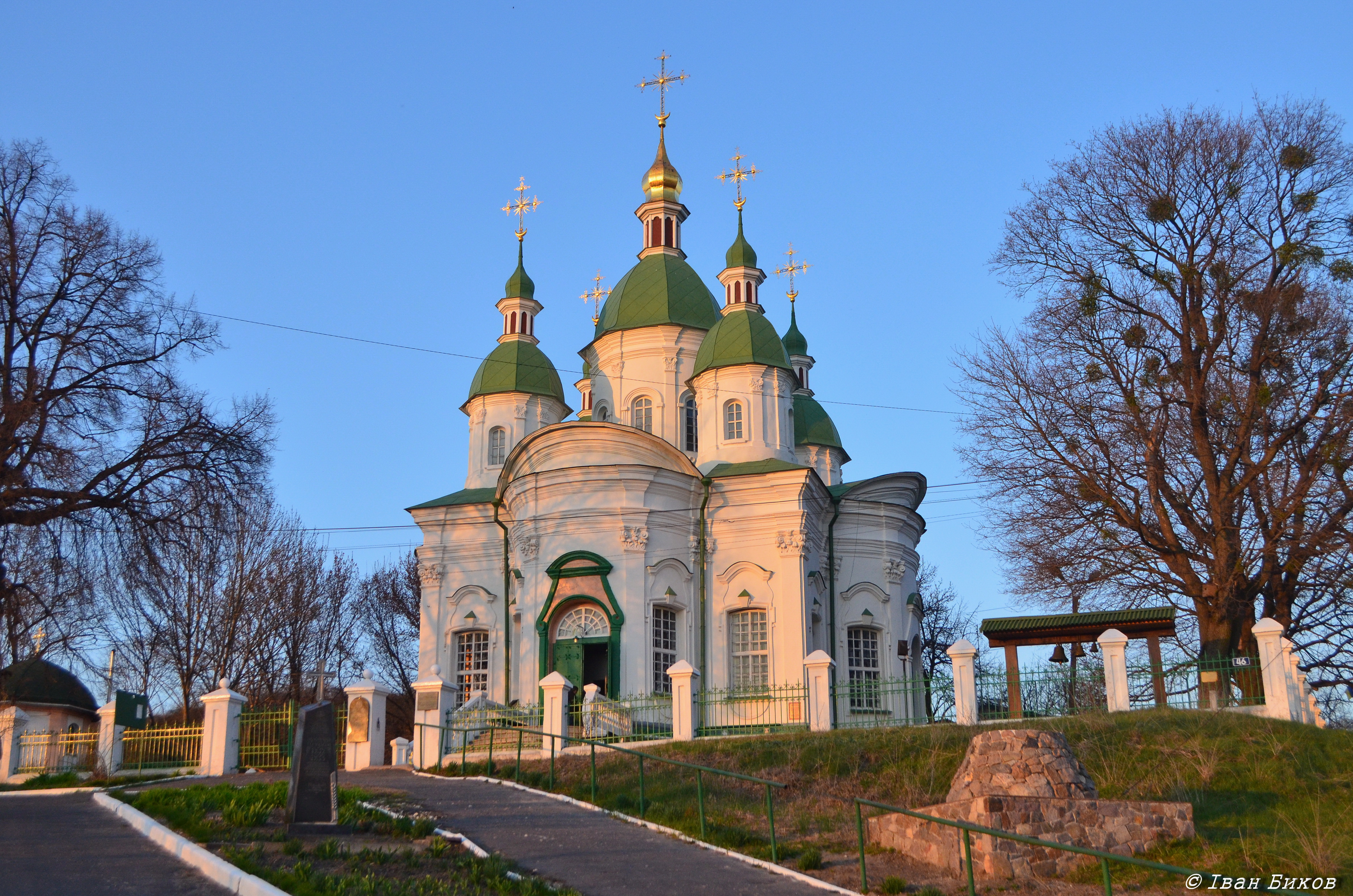
Собор Антония и Феодосия
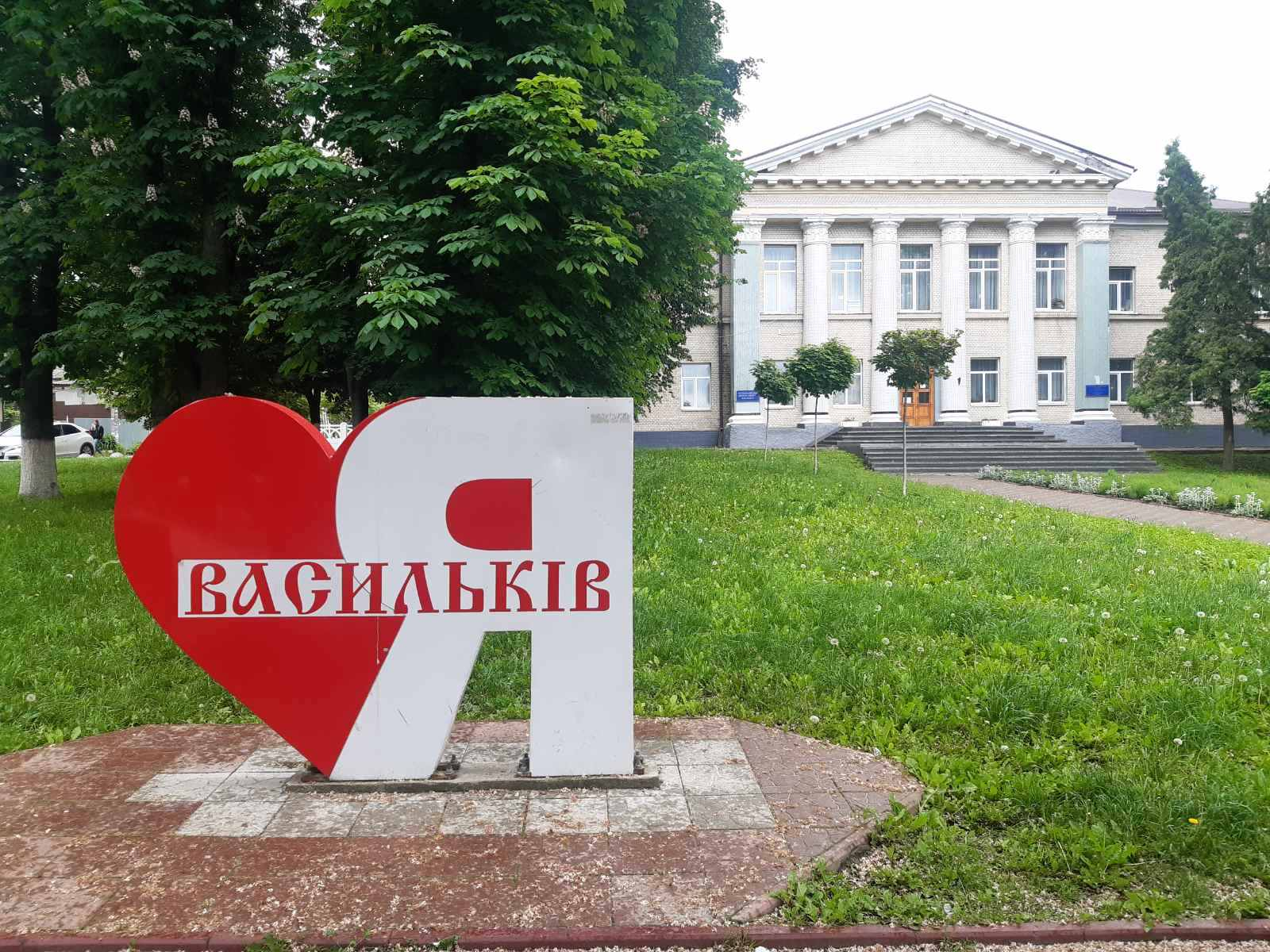
Детская школа искусств
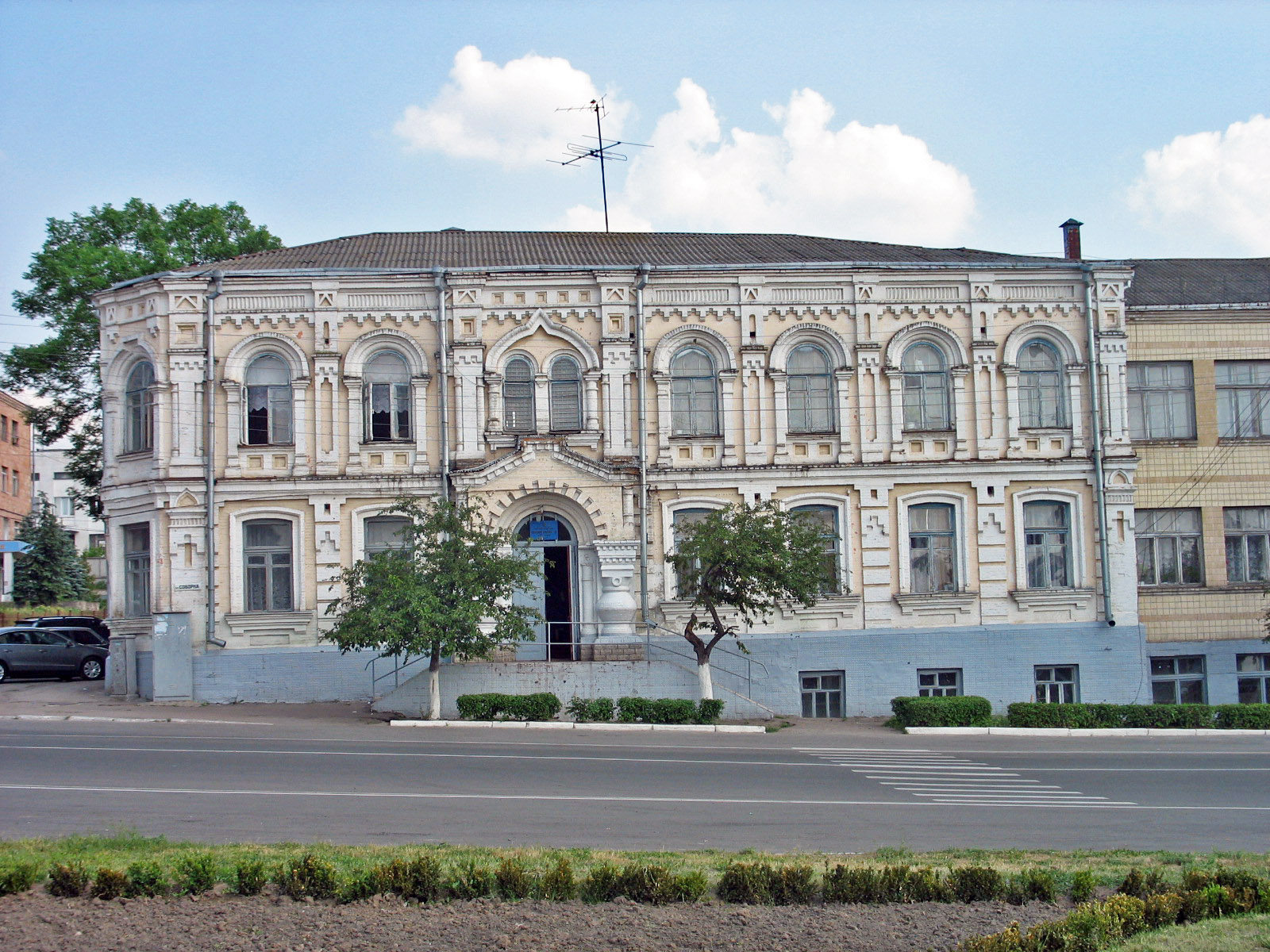
Школа  І-ІІІ ст. №2
Памятник Т. Г. Шевченко
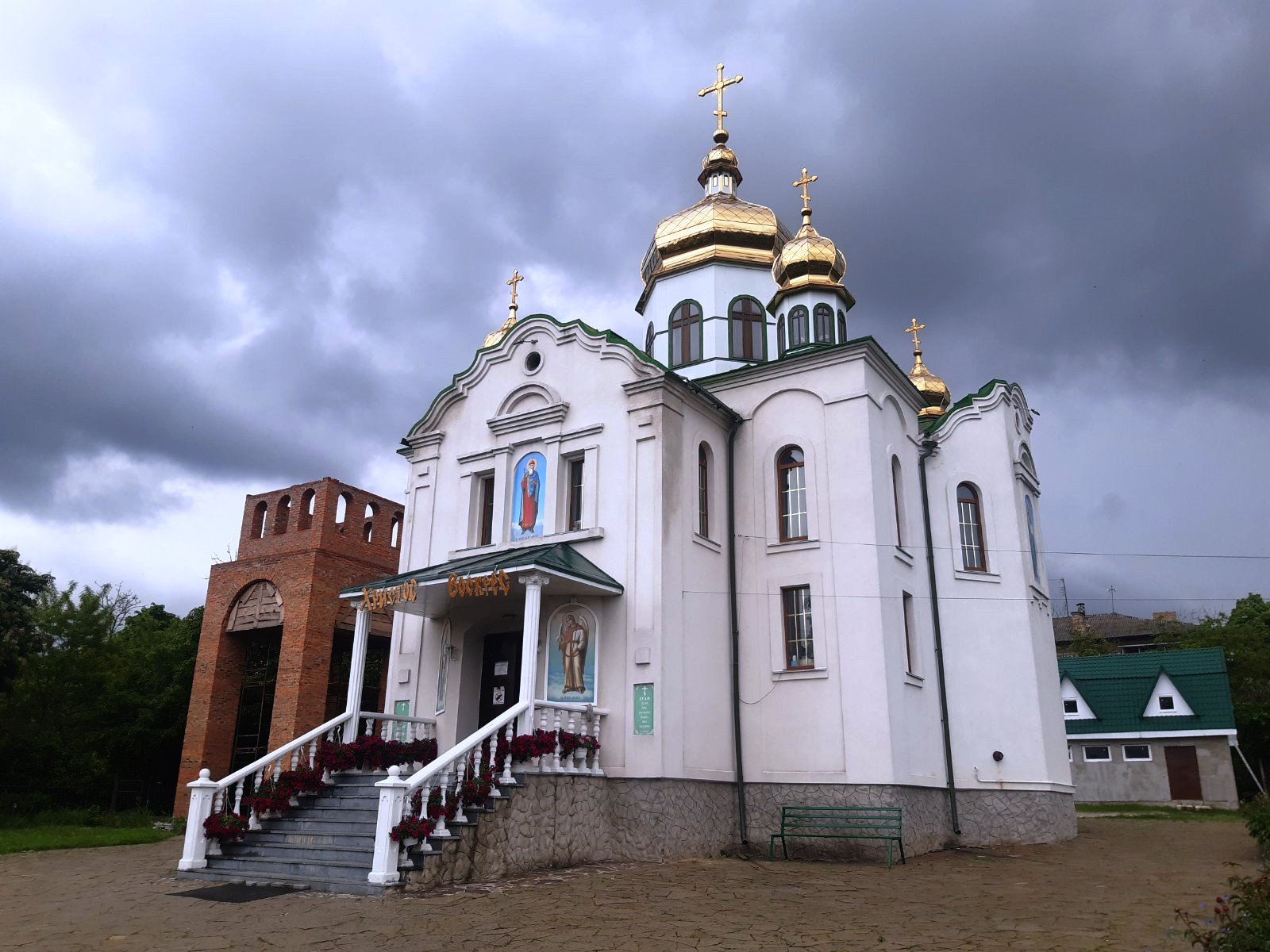
Храм Святого Равноапостольного князя Владимира